# Costume Quest
Costume Quest est un jeu vidéo de rôle développé et édité par Double Fine Productions, sorti en 2010 sur Windows, Mac, Linux, PlayStation 3, Xbox 360, iOS et Android.
Il a pour suite Costume Quest 2.

## Accueil
- Edge : 7/10 (PS3/X360)[1]
- Eurogamer : 8/10 (PS3)[2]
- Game Informer : 8/10 (PS3/X360)[3]
- GamePro : 4,5/5 (PS3)[4]
- GameSpot : 7/10 (PS3/X360)[5]
- Gamezebo : 3,5/5 (PC)[6]
- GameZone : 6/10 (PS3/X360)[7]
- IGN : 8/10 (PC)[8] - 7,5/10 (PS3/X360)[9]
- Jeuxvideo.com : 14/20 (PC/PS3/X360)[10]
- Joystiq : 4/5 (X360)[11]
- Pocket Gamer : 8/10[12]